# WWL (Hörfunksender)
Koordinaten: 29° 50′ 15″ N, 90° 7′ 55″ W
WWL ist eine US-Radiostation aus New Orleans, Louisiana. Sie sendet auf 870 kHz mit 50 kW. WWL gehört Entercom Communications. Die Station sendet ein Talkradio- und Sportformat und ist seit langem Affiliate des CBS Radio Network. Bei günstigen Ausbreitungsbedingungen kann die Clear Channel Station in 40 US-Staaten empfangen werden.
Im April 2006 begann WWL mit einem Simulcast auf UKW als WWL-FM auf UKW 105,3 MHz.

## Geschichte
WWL ist der älteste noch aktive Radiosender New Orleans. Die Station gehörte der Loyola University. In den 1940er Jahren, nach der Neustrukturierung der Frequenzzuweisungen durch die FCC erhielt WWL die Frequenz 850 kHz.

## Programm
Das Programm von WWL besteht aus Nachrichtensendungen, Talkshows, Sportberichterstattung und Spielshows. Von 5 a.m. bis Mitternacht werden Eigenproduktionen ausgestrahlt. Die Dave Ramsey Show wird als Syndication übernommen.
WWL begleitete den Wiederaufbau nach dem Hurricane Katrina von New Orleans und der Golf Küste mit regionalen Nachrichten und weiteren Programmen. 